# الصليب الألماني
الصليب الألماني ( (بالألمانية: Deutsches Kreuz)‏ أسسها أدولف هتلر في 28 سبتمبر 1941. مُنحت في قسمين: الذهب لأعمال الشجاعة المتكررة أو الإنجاز في القتال؛ والفضة لخدمة الحرب غير القتالية المتميزة. صنف الصليب الألماني من الذهب أعلى من الصليب الحديديمن الدرجة الأولى ولكن قبع تحت وسام الفارس الصليبي الحديدي، في حين صنف الصليب الألماني من صُلب الفضة أعلى من صنف صليب الاستحقاق الحربي من الدرجة الأولى مع السيوف.

## الانقسامات
تم إصدار «الصليب الألماني» في نسختين: الذهب والفضة (لون إكليل الغار حول الصليب المعقوف)، الأول يمثل جائزة لأعمال الشجاعة المتكررة أو الإنجازات البارزة المتكررة في القتال، والأخير هو للخدمات المتميزة المتعددة في المجهود الحربي وكان يعتبر استمرارا لصليب الاستحقاق الحربي بالسيوف.
تنص المادة الثالثة من القانون الذي ينظم الصليب الألماني على أن الشرط المسبق لعرض الصليب الألماني بالذهب أو الفضة هو ملكية الصليب الحديدي (1939) أو الدرجة الأولى على الصليب الحديدي (1939) أو الدرجة الأولى الحرب الاستحقاق الصليب الدرجة الأولى مع السيوف. 